# 이노우에 마사하루 (1805년)
이노우에 마사하루(일본어: 井上正春, 1805년 11월 25일 ~ 1847년 3월 28일)는 일본 에도 시대의 다이묘이자 로주이다. 다나구라번의 2대 번주이자, 다테바야시번, 하마마쓰번의 번주였다. 관위는 종4위하, 시종, 가와치노카미이다.
이노우에 마사모토의 맏아들로 태어났다. 아버지 마사모토가 사냥 도중 농민의 아내를 폭행한 사실이 발각되어 다나구라 번으로 좌천되었는데, 마사하루는 그 와중에 다나구라 번주직을 계승하였다. 1834년에는 지샤부교가 되었고, 1836년, 센고쿠 소동, 울릉도 사건(혹은 다케시마 사건)의 원인으로 로주 마쓰다이라 야스토가 은거하고 야스토의 아들 야스타카가 뒤를 이은지 얼마되지않아 다나구라 번으로 전봉되어 마사하루는 다테바야시 번으로 옮겨가게 되었다. 1838년에는 오사카 성주대행이 되었고, 1840년에는 로주직에 올랐다가 1843년에 사임했다. 1845년, 로주 미즈노 다다쿠니가 덴포 개혁에 실패하여 하마마쓰로부터 야마가타번으로 이봉되자, 28년 만에 다시 하마마쓰로 돌아오게 되었다. 다테바야시 지역은 간토 지방의 대표적인 섬유 유통 지역으로, 마사하루는 하마마쓰 명산 온슈 무명에 다테바야시의 직조 기술을 도입하여 가사이 면(笠井綿)을 제조하고, 면사를 이용한 하마마쓰 직물을 생산하여 하마마쓰 번의 비약적인 발전을 이룩하였다. 그 외에도 번교 교쿠메이칸(克明館)을 짓고 번사 교육에 힘썼다. 1847년에 사망하였고, 넷째 아들 마사나오가 그 뒤를 이었다.
| 전임 이노우에 마사모토 | 제2대 다나구라번 번주 (이노우에가) 1820년 ~ 1836년 | 후임 마쓰다이라 야스타카 |

| 전임 마쓰다이라 나리아쓰 | 다테바야시번 번주 (이노우에가) 1836년 ~ 1845년 | 후임 아키모토 유키토모 |

| 전임 미즈노 다다키요 | 제1대 하마마쓰번 번주 (이노우에가, 재봉) 1845년 ~ 1847년 | 후임 이노우에 마사나오 |

| 전임 마나베 아키카쓰 | 제61대 오사카 조다이 1838년 ~ 1840년 | 후임 아오야마 다다나가 |